# Coupe d'Angleterre de football 1884-1885
Navigation
Coupe d'Angleterre 1883-1884 Coupe d'Angleterre 1885-1886
La Coupe d'Angleterre de football 1884-1885 est la 14e édition de la Coupe d'Angleterre de football. 
La finale se joue le 4 avril 1885 au Kennington Oval entre les Blackburn Rovers et le club écossais de Queen's Park FC. Les Blackburn Rovers remportent leur deuxième titre en battant Queen's Park 2 à 0.

## Finale
| Finale de la Coupe d'Angleterre 1884-1885 | Blackburn Rovers | 2 – 0 | Queen's Park FC | Kennington Oval (Londres) |  |
| 29 mars 1885                              |                  | (–)   |                 |                           |  |
| 29 mars 1885                              | rapport          |       |                 |                           |  |